# Frate francescano (Giotto)
Frate francescano è un dipinto a tempera e oro su tavola (54x39 cm) attribuito a Giotto, databile al 1300 circa e conservato nella collezione Berenson a villa I Tatti presso Firenze.

## Storia e descrizione
La tavola venne attribuita a Giotto una prima volta da Mather (1925) e confermata poi da Berenson, che l'acquistò per la propria collezione, dal Toesca, dal Suida, dal Cecchi e da Gamba. Brandi la respinse mentre dubbiosi furono Gnudi (1959) e Salvini (1962), che parlarono piuttosto di un lavoro di bottega di alta qualità, riferibile a una fase prossima al ciclo delle Storie di san Francesco di Assisi.
La tavola mostra un frate a mezza figura privo di aureola indossante il saio francescano e reggente un libro. Lo sguardo è diretto allo spettatore e dimostra una misurata espressività. Il busto è leggermente ruotato verso sinistra, come a sondare lo spazio a disposizione, un po' come succede anche con i santi del Polittico di Badia.